# Salvador I. Reynoso
Salvador I. Reynoso e Híjar (1882-1950), nacido en el poblado de Marfil, Estado de Guanajuato, el 21 de enero de 1882; sus padres fueron Ignacio Reynoso López y Luisa Híjar Zapiáin .  Don Salvador realizó estudios en el Colegio del Estado de Guanajuato, hoy Universidad, y se recibió como abogado cuando ya ocupaba el cargo de Subdirector y profesor de la Institución.
Algunas de sus obras Una Gramática Latina. Lecciones de Gramática Latina, Apuntes para la Cátedra del Derecho Romano y El Divorcio, Cáncer de la Sociedad.
Hacia 1911 ocupó el cargo de 6º magistrado supernumerario del Supremo Tribunal de Justicia del Estado de Guanajuato.
Fue un catedrático dentro del esquema de la entonces joven Escuela Libre de Derecho. Impartió en ella clases de Latín, Derecho Civil y Derecho Romano, y llegó a ser designado Rector de la misma cuando cumplió 25 años de edad, función que desarrolló del año 1937 hasta 1939, razón por la cual intervino de manera definitiva en el Juicio de Amparo relativo a la autonomía de la Escuela Libre de Derecho.
En unión a lo anterior, fue un humanista importante en su época y con un amplio conocimiento del latín. Fue Presidente del Ilustre y Nacional Colegio de Abogados, miembro de la Barra Mexicana de Abogados y tuvo el honor de ser Miembro de Número de la Academia Mexicana de Legislación y Jurisprudencia.
Murió en 1950, víctima de una progresiva arterosclerosis manifestada desde 1945.
- Datos: Q6117699